# 세로칸림프절
세로칸림프절(mediastinal lymph nodes) 또는 종격림프절(縱隔lymph節)은 가슴세로칸에 위치한 림프절이다.

## 임상적 중요성
- 세로칸 림프절병증
- 세로칸종양